# Beybienkoana bakboensis
Beybienkoana bakboensis är en insektsart som beskrevs av Andrej Vasiljevitj Gorochov 1988. Beybienkoana bakboensis ingår i släktet Beybienkoana och familjen syrsor. Inga underarter finns listade i Catalogue of Life.